# Вільчин (гміна)
Гміна Вільчин (пол. Gmina Wilczyn) — сільська гміна у північно-західній Польщі. Належить до Конінського повіту Великопольського воєводства.
Станом на 31 грудня 2011 у гміні проживало 6387 осіб.

## Територія
Згідно з даними за 2007 рік площа гміни становила 83.12 км², у тому числі:
- орні землі: 77.00%
- ліси: 10.00%

Таким чином, площа гміни становить 5.27% площі повіту.

## Населення
Станом на 31 грудня 2011:
| Опис     | Загалом | Загалом | Чоловіки | Чоловіки | Жінки | Жінки |
| -------- | ------- | ------- | -------- | -------- | ----- | ----- |
| одиниця  | осіб    | %       | осіб     | %        | осіб  | %     |
| все      | 6387    | 100     | 3157     | 49.43    | 3230  | 50.57 |
| міське   | 0       | 100     | 0        |          | 0     |       |
| сільське | 6387    | 100     | 3157     | 49.43    | 3230  | 50.57 |

## Сусідні гміни
Гміна Вільчин межує з такими гмінами: Єзьора-Вельке, Клечев, Орхово, Скульськ, Слесін.